# Нојбранденбург
Нојбранденбург град је у њемачкој савезној држави Мекленбург-Западна Померанија. Посједује регионалну шифру (AGS) 13002000, NUTS (DE802) и LOCODE (DE NEB) код. Град се налази на обали језера Толензезе. Познат је по историјској готичкој архитектури грађеној од цигле.

## Географски и демографски подаци
Град се налази на надморској висини од 20 метара. Површина општине износи 85,7 km².

## Становништво
У самом граду је, према процјени из 2010. године, живјело 65.879 становника. Просјечна густина становништва износи 769 становника/km².

## Међународна сарадња
| Мјесто       | Држава    | Врста сарадње | Од    |
| ------------ | --------- | ------------- | ----- |
| Назарет      | Израел    | партнерство   | 1998. |
| Петрозаводск | Русија    | партнерство   | 1983. |
| Кошалин      | Пољска    | партнерство   | 1974. |
| Колењо       | Италија   | партнерство   | 1965. |
| Вилжиф       | Француска | партнерство   | 1966. |
| Невер        | Француска | партнерство   | 1973. |
| Гладсаксе    | Данска    | партнерство   | 1990. |
| Јангџоу      | Кина      | партнерство   | 1998. |
| Извор        |           |               |       |